# Villemagne
Villemagne – miejscowość i gmina we Francji, w regionie Oksytania, w departamencie Aude.
Według danych na rok 1990 gminę zamieszkiwały 192 osoby, a gęstość zaludnienia wynosiła 18 osób/km² (wśród 1545 gmin Langwedocji-Roussillon Villemagne plasuje się na 717. miejscu pod względem liczby ludności, natomiast pod względem powierzchni na miejscu 716.).